# Asienspiele 2022/Skateboard
Bei den Asienspielen 2022 wurden vom 24. bis 27. September 2023 insgesamt vier Wettbewerbe im Skateboard ausgetragen, davon je zwei bei den Männern und bei den Frauen. Austragungsort war das Qiantang Roller Sports Centre.

## Bilanz

### Medaillenspiegel
| Platz  | Land       | Gold | Silber | Bronze | Gesamt |
| ------ | ---------- | ---- | ------ | ------ | ------ |
| 1      | China      | 3    | 2      | 2      | 7      |
| 2      | Japan      | 1    | 1      | 2      | 4      |
| 3      | Indonesien | —    | 1      | —      | 1      |
| Gesamt | Gesamt     | 4    | 4      | 4      | 12     |

### Medaillengewinner
Männer
| Disziplin | Gold      | Silber                | Bronze          |
| --------- | --------- | --------------------- | --------------- |
| Park      | Chen Ye   | Yuro Nagahara         | Kensuke Sasaoka |
| Street    | Zhang Jie | Sanggoe Darma Tanjung | Su Jianjun      |

Frauen
| Disziplin | Gold          | Silber      | Bronze    |
| --------- | ------------- | ----------- | --------- |
| Park      | Hinano Kusaki | Li Yujuan   | Mao Jiasi |
| Street    | Cui Chenxi    | Zeng Wenhui | Miyu Itō  |